# Paulinenaue
Paulinenaue è un comune di 1 374 abitanti del Brandeburgo, in Germania.

Appartiene al circondario della Havelland ed è amministrato dall'Amt Friesack.

## Storia
Nel 2003 venne aggregato al comune di Brieselang il comune di Selbelang.

## Geografia antropica

### Suddivisioni amministrative
Il territorio comunale si divide in 2 zone, corrispondenti al centro abitato di Paulinenaue e a 1 frazione (Ortsteil):
- Paulinenaue (centro abitato)
- Selbelang